# Manuel Ramírez (artillero)
Manuel Ramírez (Buenos Aires, 1784 - septiembre de  1837) fue un militar argentino que participó en la guerra de independencia y en la guerra civil de su país.

## Biografía
En su juventud se dedicó a cultivar una quinta. Era hermano del después coronel Antonio Ramírez.
En ocasión de las Invasiones Inglesas al Virreinato del Río de la Plata se enroló en el ejército que dirigió Santiago de Liniers para la Reconquista de la ciudad, y posteriormente se incorporó a uno de los regimientos milicianos que combatieron en los corrales de Miserere y en la Defensa de Buenos Aires contra el segundo ataque británico. Fue capitán de un regimiento de artillería.
Con el grado de teniente coronel, se incorporó en 1812 al Ejército del Norte. Combatió en las batallas de Tucumán, Salta, Vilcapugio y Ayohuma. En agosto de 1814 fue nombrado teniente de gobernador de Jujuy, aunque casi todo el poder político estaba en manos del Ejército, que con ayuda de los gauchos de Luis Burela, Apolinario Saravia y Martín Miguel de Güemes habían expulsado a los realistas. En noviembre de ese año pasó a Santiago del Estero, también como teniente de gobernador.
Regresó a principios de 1815 a Buenos Aires y fue nombrado 2.º jefe del Regimiento de Artillería de la Patria; se incorporó como jefe de la artillería a la división que, bajo el mando de Domingo French y Juan Bautista Bustos, fue enviada en apoyo del Ejército del Norte, que ocupaba parte del Alto Perú bajo el mando de José Rondeau. Pero el gobernador salteño Güemes no los dejó pasar, porque temía que French lo depusiera del gobierno provincial. Cuando al fin les permitió seguir, ya Rondeau había sido derrotado en Sipe Sipe.
Permaneció los años siguientes acantonado en San Miguel de Tucumán como jefe de la artillería del Ejército del Norte, y en mayo de 1818 fue ascendido al grado de coronel. Participó de la campaña contra los federales de Santa Fe.
Cuando la mayor parte del Ejército se sublevó en Arequito y se negó a seguir la guerra civil, Ramírez permaneció leal al general Francisco Fernández de la Cruz.
Regresó a Buenos Aires después de la batalla de Cepeda, y permaneció leal a los sucesivos gobiernos legales que tuvo la provincia de Buenos Aires. Participó en la batalla de Cañada de la Cruz.
Hizo la campaña de 1821 contra el caudillo entrerriano Francisco Ramírez, pero no llegó a entrar en combate. Fue el comandante de la artillería de la guarnición de la capital durante ocho años.
Apoyó la revolución de Lavalle en 1828, y fue el jefe de su artillería en la derrota de Puente de Márquez. Por su decidida identificación con el partido unitario, cuando éste fue derrotado por los federales fue reemplazado por el general Iriarte.
Volvió a la actividad en 1832, como jefe de los arsenales de la capital, pero dos años más tarde pasó a retiro.
Falleció en Buenos Aires en septiembre de 1837.